# Walter Frank Raphael Weldon

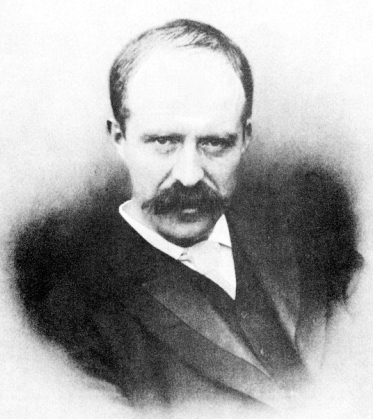
Raphael Weldon

Walter Frank Raphael Weldon (* 15. März 1860 in Highgate, London; † 13. April 1906 in Oxford), allgemein bekannt als Raphael Weldon, war ein englischer Zoologe und Biometriker.

## Leben und Wirken
Walter Frank Raphael Weldon war der Sohn des Chemikers Walter Weldon (1832–1885) und dessen Frau Ann Cotton.
Stationen seiner Ausbildung waren das University College sowie das King’s College London, danach das St John’s College in Cambridge.
In Cambridge wirkte Weldon von 1882 bis 1884 als „Demonstrator in Zoology“ und von 1884 bis 1891 als „University Lecturer in invertebrate morphology“. Von 1891 bis 1899 war er „Jodrell Professor of Zoology“ am University College London, danach von 1899 bis 1906 „Linacre Professor of Comparative Anatomy“ an der University of Oxford.
Am 13. März 1883 heiratete er Florence, die Tochter von William Tebb.
Weldon war ein wichtiger Biometriker nach der Wiederentdeckung der Mendelschen Regeln, die er bis zu seinem Tod durch zahlreiche Versuche zu widerlegen versuchte. Sein größter Konkurrent war William Bateson, der Begründer des Mendelismus.
1890 wurde er als Mitglied („Fellow“) in die Royal Society gewählt.
Weldon starb am 13. April 1906 in Oxford an einer akuten Lungenentzündung. Er wurde in Holywell, Oxford bestattet.

## Bibliographie
- K. Pearson: Walter Frank Raphael Weldon. 1860–1906. In: Biometrika. Band 5, 1906, S. 1–52.
- W. B. Provine: The Origins of Theoretical Population Genetics. University of Chicago Press, 1971.
- E. Magnello: Walter Frank Raphael Weldon. In: Statisticians of the Centuries (ed. C. C. Heyde and E. Seneta). Springer, New York 2001, S. 261–264.